# Río Herreros (vattendrag i Spanien, Andalusien)
Río Herreros är ett vattendrag i Spanien.   Det ligger i provinsen Provincia de Jaén och regionen Andalusien, i den centrala delen av landet, 240 km söder om huvudstaden Madrid.